# انژولی، یون
انژولی (به فرانسوی: Angely) یک کمون در فرانسه است که در canton of l'Isle-sur-Serein واقع شده‌است. انژولی ۸٫۶۲ کیلومتر مربع مساحت دارد.